# 서문호
서문호(1988년 12월 4일 ~ )는 대한민국의 배우이다.

## 출연 작품

### 영화
- 《특별시민》 (2016년) - 변캠프 미디어 3 역
- 《범죄도시》 (2017년) - 흑룡파 조직원들 역
- 《챔피언》 (2018년) - 한의사손님 역
- 《독전》 (2018년) - 하림부하 역
- 《동네사람들》 (2018년) - 후배코치 역
- 《성난황소》 (2018년) - 초소경찰 역
- 《말모이》 (2018년) - 판수패거리 혜산 역
- 《기묘한 가족》 (2018년) - 준걸에게 달려드는 좀비 역
- 《악인전》 (2019년) - 강력 1팀 1 역
- 《롱 리브 더 킹: 목포 영웅》 (2019년) - 돼지삼형제 3 역
- 《광대들: 풍문조작단》 (2019년) - 교대조 옥졸 1 역
- 《나쁜 녀석들: 더 무비》 (2019년) - 초소 조폭 1
- 《백두산》 (2019년) - 강남역 오타쿠 / 서울 시민 역
- 《시동》 (2019년) - 문지기 역
- 《좀비크러쉬: 헤이리》 (2021년)
- 《해피 뉴 이어》 (2021년) - 벨보이 역
- 《스텔라》 (2022년) - 유도남 1 역
- 《마녀(魔女) Part2. The Other One》 (2022년) - 용두패 8 역
- 《범죄도시 2》 (2022년) - 식용유 역 (휘발유의 새로 영입한 부하) (천만영화)
- 《헌트》 (2022년) - 목소리 출연 역
- 《올빼미》 (2022년) - 의원 3 역
- 《압꾸정》 (2022년) - 라이스걸스 매니저 역
- 《범죄도시 3》 (2023년) - 마수대 1 역 (천만영화)
- 《시민덕희》 (2024년) - 조직원 3 역
- 《리볼버》 (2024년) - 통화형사 목소리 역

### 드라마
- (2019년) (Netflix) 《킹덤》 - 저잣거리 백성 / 보부상 2 역
- (2021년) (KBS2) 《오월의 청춘》
- (2022년) (Genie TV, TVING) 《아무것도 하고 싶지 않아》
- (2023년) (JTBC) 《이 연애는 불가항력》
- (2023년) (디즈니+) 《최악의 악》
- (2023년) (디즈니+) 《비질란테》
- (2024년) (Netflix) 《선산》

## 스턴트 대역
- 《나쁜 녀석들: 더 무비》 (2019년) - 박웅철 스탠드인
- 《백두산》 (2019년) - 봉래 스탠드인
- 《그라운드 제로》 (2022년) - 강재 스탠드인